# Paranicomia similis
Paranicomia similis är en skalbaggsart som beskrevs av Stefan von Breuning 1965. Paranicomia similis ingår i släktet Paranicomia och familjen långhorningar.
Artens utbredningsområde är Laos. Inga underarter finns listade i Catalogue of Life.